# 크라임웨이브
《크라임웨이브》(영어: Crimewave)는 미국에서 제작된 샘 레이미 감독의 1985년 코미디 영화이다. 루이즈 래서 등이 출연하였고, 로버트 태퍼트 등이 제작에 참여하였다.

## 출연
- 루이즈 래서
- 폴 L. 스미스
- 브라이언 제임스
- 셔리 J. 윌슨
- 에드워드 R. 프레스먼
- 브루스 캠벨
- 리드 버니
- 앤토니오 파개스
- 리처드 브라이트
- 에밀 싯카
- 로버트 사이먼즈
- 프랜시스 맥도먼드
- 테드 레이미
- 코언 형제
- 로버트 태퍼트
- 줄리 해리스

## 기타 제작진
- 공동 제작: 브루스 캠벨
- 협력 제작: 케리 글리버먼
- 배역: 바버라 클레이먼